# سباق الزمن للرجال تحت 23 في بطولة العالم لسباق الدراجات على الطريق 2022
سباق الزمن للرجال تحت 23 في بطولة العالم لسباق الدراجات على الطريق 2022 (بالإنجليزية: 2022 UCI Road World Championships – Men's under-23 time trial)‏ هو سباق دراجات هوائية، وهو الموسم السادس والعشرين من سباق الزمن للرجال تحت 23 في بطولة العالم لسباق الدراجات على الطريق ‏، وأقيم في 19 سبتمبر 2022 ضمن سباقات بطولة العالم لسباق الدراجات على الطريق 2022، وشارك فيه  44 متسابقاً ووصل إلى نهايته  43 متسابقاً.
فاز بالمركز الأول Søren Wærenskjold ‏، وفاز بالمركز الثاني Alec Segaert ‏، وفاز بالمركز الثالث Leo Hayter ‏.

## التصنيف العام النهائي
| التصنيف العام         | التصنيف العام         | التصنيف العام                                                             | التصنيف العام | التصنيف العام |
| العداء                | العداء                | الفريق                                                                    | الوقت         |               |
| --------------------- | --------------------- | ------------------------------------------------------------------------- | ------------- | ------------- |
| 1                     | Søren Wærenskjold ‏    | النرويج تحت 23                                                            | 34 د 13 ث     |               |
| 2                     | Alec Segaert ‏         | منتخب بلجيكا الوطني لسباق الدراجات على الطريق للرجال تحت 23 سنة ‏          | + 17 ث        |               |
| 3                     | Leo Hayter ‏           | منتخب المملكة المتحدة الوطني لسباق الدراجات على الطريق للرجال تحت 23 سنة ‏ | + 25 ث        |               |
| 4                     | Logan Currie ‏         | فريق نيوزيلندا لسباق الدراجات للرجال تحت 23 سنة ‏                          | + 33 ث        |               |
| 5                     | Michel Hessmann ‏      | منتخب ألمانيا الوطني لسباق الدراجات على الطريق للرجال تحت 23 سنة ‏         | + 39 ث        |               |
| 6                     | Carl-Frederik Bévort ‏ | منتخب الدنمارك الوطني لسباق الدراجات على الطريق للرجال تحت 23 سنة ‏        | + 40 ث        |               |
| 7                     | Eddy Le Huitouze ‏     | فريق فرنسا لركوب الدراجات للرجال تحت 23 سنة ‏                              | + 51 ث        |               |
| 8                     | Raúl García Pierna ‏   | منتخب إسبانيا الوطني لسباق الدراجات على الطريق للرجال تحت 23 سنة ‏         | + 1 د 03 ث    |               |
| 9                     | Mathias Vacek ‏        | منتخب التشيك الوطني لسباق الدراجات على الطريق للرجال تحت 23 سنة ‏          | + 1 د 04 ث    |               |
| 10                    | Lorenzo Milesi ‏       | منتخب إيطاليا الوطني لسباق الدراجات على الطريق للرجال تحت 23 سنة ‏         | + 1 د 05 ث    |               |
|                       |                       |                                                                           |               |               |
| مصدر: ProCyclingStats |                       |                                                                           |               |               |

## وصلات خارجية
- الموقع الرسمي
- لمحة عن سباق سباق الزمن للرجال تحت 23 في بطولة العالم لسباق الدراجات على الطريق 2022 على موقع  ProCyclingStats   (برو  سايكلنج  ستاتس) - إحصاءات  محترفي  الدراجات.
- سباق الزمن للرجال تحت 23 في بطولة العالم لسباق الدراجات على الطريق 2022 على موقع إحصائيات الدراجات الإحترافية (الإنجليزية)